# Матрикс 2
 (енгл. The Matrix Reloaded) је амерички научнофантастични филм из 2003. године, режисера Ендија и Ларија Вачауског. Главне улоге играју: Кијану Ривс, Лоренс Фишберн, Кари-Ен Мос и Хјуго Вивинг. Филм је премијерно приказан 7. маја 2003. године у Лос Анђелесу, а дистрибуиран је у америчке биоскопе 15. маја исте године, од стране Ворнер броса. Такође се приказивао и на Канском филмском фестивалу 2003. године.
Филм је добио углавном позитивне критике и зарадио је преко 742 милиона долара широм света и тако оборио рекорд филма Терминатор 2: Судњи дан, као најуспешнији филм са ознаком R и држао је тај рекорд све до 2016. године, када га је оборио филм Дедпул. Наставак филма, Матрикс 3 је реализован шест месеци након овог филма, у новембру 2003. године.

## Радња
Након што су Морфијус и Тринити ослободили надзора машина и виртуелног живота, млади Томас „Нео“ Андерсон још увијек сасвим не верује да је Одабрани који би, према тврдњама пророчице Оракл, људске паразите и побуњенике из колоније Зион могао ослободити заточеништва у паразитском Матриксу. Зближивши се са Тринити, Нео је у њој пронашао жену свог живота, али га муче тескобни снови о девојчиној погибији. Истовремено, неуништиви агент Смит, ударна снага Матрикса креирана за уклањање могућих грешака система, постаје све моћнији и стиче способност умног остручивања. А међу борцима на Зиону својом се храброшћу уз крутог заповедника Лока издвајају пожртвовани породични човек Линк и одлучна капетаница Најоби. Зионом, посљедњим упориштем људског отпора стројевима смештеним дубоко под површином Земље, влада веће канцелара међу којима у Неа највише верује искусни Хаман. Приликом још једног разговора са Оракл, током којег посумња да је и она део Матрикса, Нео дозна да што пре мора пронаћи Кључара, човека уз чију помоћ би могао допрети до самог Архитекте, креатора Матрикса. Али, да би пронашао Кључара, Нео се мора сусрести са подлим Меровиџијаном, шефом подземља и љубавником лепе Персефоне.

## Улоге
| Глумац              | Улога          |
| ------------------- | -------------- |
| Кијану Ривс         | Нео            |
| Лоренс Фишберн      | Морфеј         |
| Кари-Ен Мос         | Тринити        |
| Хјуго Вивинг        | Агент Смит     |
| Глорија Фостер      | Оракл          |
| Хелмут Бакаитис     | Архитекта      |
| Ламберт Вилсон      | Меровиџијан    |
| Моника Белучи       | Персефона      |
| Адријан Рејмент     | близанац #2    |
| Нил Рејмент         | близанац #1    |
| Данијел Бернхарт    | Агент Џонсон   |
| Колин Чау           | Сераф          |
| Нона Геј            | Зи             |
| Џина Торес          | Кас            |
| Ентони Зерби        | Канцелар Хаман |
| Рој Џоунс млађи     | Капетан Балард |
| Дејвид Килде        | Агент Џексон   |
| Рандал Дјук Ким     | тварац кључева |
| Хари Џ. Леникс      | Командант Лок  |
| Мет Маколм          | Агент Томпсон  |
| Харолд Перино млађи | Линк           |
| Џејда Пинкет Смит   | Најоби         |
| Корнел Вест         | Канцелар Вест  |
| Бернард Вајт        | Рама-Кандра    |
| Ентони Вонг         | Дух            |